# 矢沢泉
矢沢 泉（やざわ いずみ）は、日本の女性声優。主にアダルトゲームに出演。

## 出演

### ゲーム
2003年
- Crescendo〜永遠だと思っていたあの頃〜Full Voice Version（音羽優佳）
- Grope 〜闇の中の小鳥たち〜（桃瀬吹雪）
- 沙耶の唄（津久葉瑤）
- ている・ている（ソロ）
- DOOP ADVANCE（海音）
- PIZZICATO POLKA 〜彗星幻夜〜（ヘンリエッタ・エステルハージ）

2004年
- ハードラヴ（藤崎まなみ[1]）

2005年
- 塵骸魔京（牧本美佐絵）

2006年
- H2O -FOOTPRINTS IN THE SAND-（田端ゆい）
- ぶらばん! -The bonds of melody-（伊丹杏子）

2007年
- はっぴぃ☆マーガレット!（凛東彩月）
- √after and another（田端ゆい、鳥谷真琴）